# Тамды (Алгинский район)
Тамды (каз. Тамды) — село в Алгинском районе Актюбинской области Казахстана. Административный центр Тамдинского сельского округа. Находится примерно в 9 км к югу от центра города Алга. Код КАТО — 153249100.

## Население
| Численность населения | Численность населения | Численность населения | Численность населения |
| 1989                  | 1999                  | 2009                  | 2021                  |
| --------------------- | --------------------- | --------------------- | --------------------- |
| 1909                  | ↗2029                 | ↗2081                 | ↘2079                 |

В 1989 году население села составляло 1909 человек. Национальный состав: казахи — 39 %, русские — 24 %, украинцы — 24 %. В 1999 году население села составляло 2029 человек (970 мужчин и 1059 женщин). По данным переписи 2009 года, в селе проживал 2081 человек (1038 мужчин и 1043 женщины). По данным переписи 2021 года, в селе проживало 2079 человек (1073 мужчин и 1006 женщин).

## Галерея
- Тамды